# 田口ケンジ
田口 ケンジ（たぐち ケンジ、1983年1月13日 - ）は、日本の漫画家。DTPデザイナー。男性。血液型はO型。

## 人物
- 好きな音楽アーティストはスピッツ。
- PS3用ゲームソフト『戦場のヴァルキュリア』の大ファン。登場人物のセルベリア・ブレスをメインとしたイラスト・漫画を自身のブログとpixivで公開している。そのことが関係者の目にとまり[1]、『電撃「マ）王』2010年4月号より、次作『戦場のヴァルキュリア2 ガリア王立士官学校』の4コマ漫画を連載。また、『戦場のヴァルキュリア2』のキャンペーンである「戦場のヴァルキュリア2発売記念学園祭」では、自身のブログが特賞に選ばれている[2]。
- セガの往年ファンであり、過去の作品について自身のブログで好意的に触れている。

## 経歴
- 20歳時、エンターブレインの『サラブレ』編集部に入社。翌年、21歳でフリーランスのDTPデザイナーとして独立[要出典]。
- 同時期に漫画家としての活動も開始し、『パッチワークフェイス』が『まんがカレッジ』2004年7月期努力賞を受賞する。その後、『週刊少年サンデー』系の雑誌で、読切作品を発表。
- 2009年、『週刊少年サンデー超』または『クラブサンデー』での連載権をかけた「クラブサンデー新人王決定戦」で、エントリーされた38作品の中から総合No1となり第1回クラブサンデー新人王に輝いた。同年11月より『クラブサンデー』にて『DCD』の連載を開始。
- 2012年、『週刊少年サンデー』にて『姉ログ 靄子姉さんの止まらないモノローグ』の連載を開始。

## 作風
作品の多くは、弟もしくは年下の少年に対し、過度な愛情を抱く姉もしくは年上の女性を好んで描く。また、大の巨乳好きである。

## 作品

### 連載
- DCD（『クラブサンデー』2009年11月24日 - 2013年10月1日、全9巻）
- 戦場のヴァルキュリア2 ガリア王立士官学校（原作・セガ、『電撃「マ）王』2010年4月号 - 6月号）
- 姉ログ 靄子姉さんの止まらないモノローグ（『週刊少年サンデー』2012年42号 - 2016年21号、全12巻）
- 汚物は消毒です（『サンデーうぇぶり』2016年11月20日 - 2018年7月15日配信分、全7巻）
- JK、社畜を飼う（『サンデーうぇぶり』2019年2月17日 - 11月10日配信分、全3巻）
- 異世界ワンターンキル姉さん 〜姉同伴の異世界生活はじめました〜（原作：このえ、『サンデーうぇぶり』2020年3月6日 - 2023年7月28日配信分、全12巻）
- 会って食べると書きまして。(『ゲッサン』2024年8月9日 - 2025年1月10日、全1巻)
- おうまのありま先生（『サンデーうぇぶり』2025年4月5日 - 配信）

原作担当
- 山、田畑、時々レイヤーお姉さん（作画：そのぐち中、『サンデーうぇぶり』2022年6月30日 - 2023年11月30日配信分、全3巻（3巻は電子のみ））

### 読切
- ミカヅチ（『週刊少年サンデー超』2006年9月25日号）
- ハイド アンド シーク（『週刊少年サンデー超』2006年11月25日号）
- また球場（ここ）で（『少年サンデー 野球増刊SCUD』2007年8月10日号）
- Quest&Read（『週刊少年サンデー超』2008年3月25日号）
- DCD〜DIAMOND CUT DIAMOND〜（『週刊少年サンデー超』2008年7月24日号）
- つりらば（『週刊少年サンデー超』2009年4月25日号、『クラブサンデー』2009年7月28日 - 8月31日） - 第1回クラブサンデー新人王
- 姉パニッ（『週刊少年サンデー超』2009年10月25日号、『クラブサンデー』2009年10月16日 - 12月17日）

### 参加作品
- 戦場のヴァルキュリア 4コマアンソロジー（エンターブレイン発行：2010年3月10日）

### 受賞歴
- パッチワークフェイス（まんがカレッジ2004年7月期 努力賞）※タグチケンジ名義
- DEAD TURN（まんがカレッジ2005年11月期 佳作）